# Falkia repens
Falkia repens là một loài thực vật có hoa trong họ Bìm bìm. Loài này được L. f. mô tả khoa học đầu tiên năm 1782.